# Miss España 2009
La 49.ª edición de Miss España se celebró el 18 de julio de 2009 en Cancún, México. Participaron 52 candidatas de todas las provincias de España. La ganadora representaría al país en el Miss Universo 2009. La primera finalista fue al Miss Mundo 2009 y la segundo finalista fue al Miss Tierra 2009. La Top 6 fueron al Miss Internacional 2009, Reina Hispanoamericana 2009 y Miss Intercontinental 2009. El productor del certamen fue el reconocido empresario Jorge Riola.

## Resultados
| Resultado final  | Candidata |
| ---------------- | --- |
| Miss España 2009 | La Coruña - Estíbaliz Pereira |
| 1.a Finalista    | Granada - Carmen García |
| 2.a Finalista    | Jaén - Alejandra Echevarría |
| Top 6            | Córdoba - Ara Jurado Málaga - Melania Santiago Sevilla - Fátima Jiménez |
| Top 12           | Asturias - Ma. Teresa Prado Barcelona - Lorena Pérez Cáceres - Raquel Lozano Guipúzcoa - Ane Mendizabal Murcia - Tamara Vera Tenerife - Sara Pérez                                                                    |
| Top 20           | Baleares - Melody Mir Cantabria - Lucila Fernández Ceuta - Cristina González Guadalajara - Mahima Sandoval Las Palmas - Ana Isabel Miranda Madrid - Inés Fernández Melilla - Jéssica Céspedes Zamora - Patricia Núñez |

### Premios especiales
| Premio                      | Candidata Ganadora              |
| --------------------------- | ------------------------------- |
| Miss Rostro                 | Ana Isabel Miranda (Las Palmas) |
| Mejor Aspecto               | Melody Mir (Baleares)           |
| Mejor Traje Típico          | Noelia Manzanón (Almería)       |
| Miss Simpatía               | Ara Jurado (Córdoba)            |
| Miss Internet               | Ana Isabel Miranda (Las Palmas) |
| Miss Fotogénica             | Carmen González (Huelva)        |
| Miss Air Europa             | Melania Santiago (Málaga)       |
| Miss Cabello Bonito         | Ma. Teresa Prado (Asturias)     |
| Miss Centro Clínico Menorca | Lulú Bastarreche (Segovia)      |
| Miss Corona Extra           | Lorena Pérez (Barcelona)        |
| Miss Flamenco               | Desireé Panal (Cádiz)           |
| Miss Liska                  | Lorena Pérez (Barcelona)        |
| Miss Oasis Hotels & Resort  | Melody Mir (Baleares)           |
| Miss Oriflame               | Fátima Jiménez (Sevilla)        |
| Miss Toro                   | Estíbaliz Pereira (La Coruña)   |
| Miss Turismo                | Tamara Vera (Murcia)            |

## Candidatas
52 candidatas compitieron en el certamen:
(En la tabla se utiliza su nombre completo, los sobrenombres van entrecomillados y los apellidos utilizados como nombre artístico, entre paréntesis; fuera de ella se utilizan sus nombres «artísticos» o simplificados)
| Provincia   | Candidata                          | Edad | Estatura        | Ciudad de residencia   |
| ----------- | ---------------------------------- | ---- | --------------- | ---------------------- |
| Álava       | María Laura Baceiredo Pou          | 24   | 1,74 m (5′ 9″)  | Vitoria                |
| Albacete    | Natalia Cabello Sosa               | 18   | 1,72 m (5′ 8″)  | Hellín                 |
| Alicante    | Verónica Rosilló Fernández         | 23   | 1,80 m (5′ 11″) | Torrevieja             |
| Almería     | Noelia Manzanón García             | 23   | 1,82 m (6′ 0″)  | El Ejido               |
| Asturias    | María Teresa Prado Rodríguez       | 22   | 1,74 m (5′ 9″)  | Oviedo                 |
| Ávila       | Estefanía Ruiz Santos              | 22   | 1,78 m (5′ 10″) | Ávila                  |
| Badajoz     | Sheila Contreras Rosario           | 19   | 1,75 m (5′ 9″)  | Mérida                 |
| Baleares    | Melodía del Mar Mir Jiménez        | 17   | 1,78 m (5′ 10″) | Palma de Mallorca      |
| Barcelona   | Lorena Pérez Izquierdo             | 20   | 1,80 m (5′ 11″) | Barcelona              |
| Burgos      | Natalia María Fariña García        | 25   | 1,72 m (5′ 8″)  | Aranda de Duero        |
| Cáceres     | Raquel Lozano Sánchez              | 26   | 1,78 m (5′ 10″) | Trujillo               |
| Cádiz       | Desireé Panal Ramírez              | 19   | 1,76 m (5′ 9″)  | Cádiz                  |
| Cantabria   | Lucila Fernández Ynoa              | 23   | 1,85 m (6′ 1″)  | Santander              |
| Castellón   | Jénnifer Sánchez Palomar           | 23   | 1,78 m (5′ 10″) | Castellón de la Plana  |
| Ceuta       | Cristina González Al Zouanne       | 21   | 1,81 m (5′ 11″) | Ceuta                  |
| Ciudad Real | Patricia Muñoz Castro              | 27   | 1,79 m (5′ 10″) | Puertollano            |
| Córdoba     | Ara Magdalena Jurado Páez          | 20   | 1,81 m (5′ 11″) | Alto Guadalquivir      |
| Cuenca      | Noelia Ortiz Córdoba               | 21   | 1,70 m (5′ 7″)  | Las Pedroñeras         |
| Gerona      | Irma Guerrero de los Santos        | 20   | 1,73 m (5′ 8″)  | Figueras               |
| Granada     | Carmen Laura García Fernández      | 21   | 1,80 m (5′ 11″) | Almuñécar              |
| Guadalajara | Mahima Sandoval Buldawo            | 21   | 1,75 m (5′ 9″)  | Alhaurín el Grande     |
| Guipúzcoa   | María Ane Mendizabal Santiesteban  | 24   | 1,77 m (5′ 10″) | San Sebastián          |
| Huelva      | María del Carmen González Santana  | 20   | 1,76 m (5′ 9″)  | Huelva                 |
| Huesca      | María del Rocío Salado Puello      | 21   | 1,72 m (5′ 8″)  | Jaca                   |
| Jaén        | Alejandra Echevarría Martín        | 19   | 1,80 m (5′ 11″) | Andujar                |
| La Coruña   | Estíbaliz Pereira Rábade           | 22   | 1,81 m (5′ 11″) | Santiago de Compostela |
| La Rioja    | Irama Rodríguez Sahagún            | 18   | 1,72 m (5′ 8″)  | Logroño                |
| Las Palmas  | Ana Isabel Miranda de la Cruz      | 17   | 1,79 m (5′ 10″) | Puerto del Rosario     |
| León        | Noelia Figueiras Núñez             | 22   | 1,76 m (5′ 9″)  | León                   |
| Lérida      | Marte Eres Badia                   | 26   | 1,80 m (5′ 11″) | Balaguer               |
| Lugo        | Cristina Rivas Rodríguez           | 18   | 1,75 m (5′ 9″)  | Lugo                   |
| Madrid      | Inés Fernández Collado             | 21   | 1,75 m (5′ 9″)  | Madrid                 |
| Málaga      | Melania Santiago Cáceres           | 21   | 1,74 m (5′ 9″)  | Málaga                 |
| Melilla     | Jéssica Céspedes Mohámmed          | 18   | 1,79 m (5′ 10″) | Melilla                |
| Murcia      | Tamara Vera Sánchez                | 19   | 1,78 m (5′ 10″) | Molina de Segura       |
| Navarra     | Ainara Azcona López                | 19   | 1,77 m (5′ 10″) | Pamplona               |
| Orense      | Irene López Suárez                 | 27   | 1,70 m (5′ 7″)  | Verín                  |
| Palencia    | Zaloa Ederne Jiménez Osoria        | 24   | 1,72 m (5′ 8″)  | Saldaña                |
| Pontevedra  | Isabel González Álvarez            | 21   | 1,71 m (5′ 7″)  | Vigo                   |
| Salamanca   | Arantxa Neira Benítez              | 18   | 1,77 m (5′ 10″) | Salamanca              |
| Segovia     | María del Lourdes Bastarreche Sosa | 20   | 1,72 m (5′ 8″)  | Segovia                |
| Sevilla     | Fátima Jiménez Buenaventura        | 18   | 1,74 m (5′ 9″)  | Sevilla                |
| Soria       | Bárbara Caballero Peña-Rosa        | 18   | 1,70 m (5′ 7″)  | Ólvega                 |
| Tarragona   | Elisabeth Berral Merlo             | 24   | 1,80 m (5′ 11″) | Cambrils               |
| Tenerife    | Sara Elena Pérez Padrón            | 22   | 1,80 m (5′ 11″) | Los Realejos           |
| Teruel      | Estefanía de Francisco Melo        | 23   | 1,77 m (5′ 10″) | Utrillas               |
| Toledo      | Sherezade Jiménez Martínez         | 18   | 1,75 m (5′ 9″)  | Talavera               |
| Valencia    | Tharna Tirado de la Maza           | 20   | 1,78 m (5′ 10″) | Valencia               |
| Valladolid  | Marina Martínez Ponce de León      | 20   | 1,80 m (5′ 11″) | Valladolid             |
| Vizcaya     | Sheila Pérez Pudlowsky             | 20   | 1,79 m (5′ 10″) | Bilbao                 |
| Zamora      | Patricia Núñez Trujillo            | 21   | 1,80 m (5′ 11″) | Zamora                 |
| Zaragoza    | Patricia Alfonso Fernández         | 22   | 1,77 m (5′ 10″) | Zaragoza               |